# 12-й пехотный полк (Австро-Венгрия)
12-й Венгерский пехотный полк (нем. Ungarisches Infanterie-Regiment Nr. 12) — венгерский пехотный полк Единой армии Австро-Венгрии.

## История
Образован в 1702. Участвовал в австро-турецких войнах, в Семилетней войне, в Наполеоновских войнах и Австро-итало-прусской войне, а также в венгерском восстании. В разное время покровителями полка были:
- 1809—1834: Алоиз I Лихтенштейн
- 1842—1894: эрцгерцог Вильгельм
- 1894—1901: Ковач фон Мад
- 1901—1904: Шмидт
- 1904—1918: Парманн

Полк состоял из 4-х батальонов: 1-й, 2-й и 3-й базировались в Знайм-Клостербруке, 4-й — в Комарно. Национальный состав полка по состоянию на 1914 год: 58% — венгры, 31% — словаки, 11% — прочие национальности. В 1914 году полк отправился на Итальянский фронт Первой мировой войны.
В ходе так называемых реформ Конрада с июня 1918 года число батальонов было сокращено до трёх, а 4-й батальон был расформирован.

## Командиры
- 1859—1865: полковник Леопольд Крейссер фон Крейссерн[10][11]
- 1873: полковник Хойрих Кирш
- 1879: полковник Антон Опиц[12]
- 1903—1908: полковник Грегор Мишчевич[13]
- 1909—1912: полковник Годвин фон Лилиенхофф-Адельштейн
- 1913—1914: полковник Йозеф Ляйде[2]

## Известные военнослужащие
- Захалка, Отакар (1891—1942), генерал вооружённых сил Чехословакии
- Зелиньский, Владислав Корнель (1836—1895), поручик, затем польский писатель и историк